# Јасен
Јасен (Fraxinus sp.) је назив за род дрвенастих скривеносеменица из породице маслина (Oleaceae). Врсте из овог рода насељавају велике делове Европе, Азије и Северне Америке. Енглески назив стабла, ash, води порекло до староенглеске речи æsc, која се односи на прото-индоевропску реч за дрво, док је генеричко име настало на латинском потекло од прото-индоевропске речи за брезу. Обе речи се користе и за означавање „копља” на њиховим респективним језицима јер је дрво добро за прављење копља.
Лишће је наспрамно (ретко у групама од три), и углавном перасто-сложено, а код неколико врста просто. Семе је крилата орашица. Већина врста рода Fraxinus је дводома, са мушким и женским цветовима на засебним биљкама, док је пол код јасена изражен као континуум између мушких и женских јединки, међу којима доминирају једнородна стабла. Са годинама, јасен може да промени своју сексуалну функцију од претежно мушке и хермафродитне према женској. Ако се узгаја као украсно стабло и ако су присутна оба пола, јасен може да проузрокује значајан проблем својим семеном (због велике количине коју рађа). Планински јасени имају лишће и пупољке који су површно слични правом јасену, али припадају несродном роду Sorbus у породици ружа.

## Опис
Биљке су углавном средње високо до високо дрвеће, већина врста је листопадна (постоје зимзелени јасени у суптропским пределима), листови су наспрамни, ређе по три у пршљену, и перасто сложени (код неколико врста прости). Цветови у гроздастим цвастима, четворочлани: чашица четворозуба код неких врста остаје на плоду; круница код већине врста изостаје (анемогамне врсте) код црног јасена (научни назив — лат. F. ornus) бела, латице издужене; са два прашника и синкарпним тучком од две карпеле; жиг дворежњевит. Плод је крилата орашица. Једна од најтежих и најчешћих болести које напада јасен је „јасенова ружа”.

## Списак врста
Род Fraxinus броји око 65 врста дрвећа распрострањених углавном у северној хемисфери.
врсте јасена из западног дела Старог Света (Палеарктика)

 

врсте јасена из источног дела Старог Света (Палеарктика)

врсте јасена из Северне Америке (Неарктика)

 (пенсилванијски јасен)
 

## Екологија
Северноамеричке аутохтоне врсте јасена су кључни извор хране за северноамеричке жабе, јер је њихово опало лишће посебно погодно за пуноглавце да се хране њима у језерцима (и привременим и сталним), великим барама и другим воденим телима. Недостатак танина у америчком јасену чини њихово лишће добрим извором хране за жабе, али и смањује његову отпорност на јасенов бушача. Врсте са вишим нивоом танина у листовима (укључујући јаворове и алохтоне врсте јасена) заузимају место аутохтоног јасена, захваљујући њиховој већој отпорности на јасеновог бушача. Они производе много мање прикладну храну за пуноглавце, што резултира ниским стопама преживљавања и малим величинама жаба.
Врсте јасена пореклом из Северне Америке такође обезбеђују важно станиште и храну за разна друга створења пореклом из Северне Америке. Ово укључује ларве вишеструких дугорогих буба, као и друге инсекте, укључујући оне из рода Tropidosteptes, чипкасте стенице, лисне уши, ларве жучних мува и гусенице. Птице су такође заинтересоване за црни, зелени и бели јасен. Сам црни јасен подржава каролинкe, дивље ћурке, кардинале, борове крупнокљунце, кедрове копринаркe и жутотрбушне детлиће, са стаништем и храном (као што је сок који је значајан за сисаче) између осталог. Многе врсте сисара, од чивавских волухарица које једу семе, до белорепаних јелена који једу лишће до гнежђења сребрнодлаких слепих мишева, такође користе стабла јасена.